# Moisy
Moisy – miejscowość i gmina we Francji, w Regionie Centralnym, w departamencie Loir-et-Cher.
Według danych na rok 1990 gminę zamieszkiwało 267 osób, a gęstość zaludnienia wynosiła 15 osób/km² (wśród 1842 gmin Centre, Moisy plasuje się na 874. miejscu pod względem liczby ludności, natomiast pod względem powierzchni na miejscu 755.).